# Yana Martynova
Yana Valeryevna Martynova (russe : Яна Валерьевна Мартынова ; née le 3 février 1988 à Kazan) est une nageuse russe. 

## Carrière
Aux Jeux olympiques d'été de 2004 à Athènes, elle participe au 400 mètres quatre nages individuel féminin, terminant à la 21e place. Aux Jeux olympiques d'été de 2008, elle nage le 400 mètres quatre nages individuel et le 200 mètres papillon, terminant septième de la finale du 400 mètres quatre nages individuel et 25e du 400 m quatre nages individuel féminin. Aux Jeux olympiques d'été de 2012, elle termine 24e au classement général des séries du 400 m quatre nages individuel féminin, n'atteignant pas la finale.

## Palmarès

### Championnats du monde
- Championnats du monde 2007 à Melbourne
  -  Médaille d'argent sur 400 mètres quatre nages

### Championnats d'Europe
- Championnats d'Europe 2008 à Eindhoven
  -  Médaille de bronze sur 400 mètres quatre nages

### Universiade
- Universiade d'été de 2013 à Kazan
  -  Médaille d'or sur 400 mètres quatre nages
  -   Médaille de bronze sur 200 mètres papillon